# 須藤善一郎

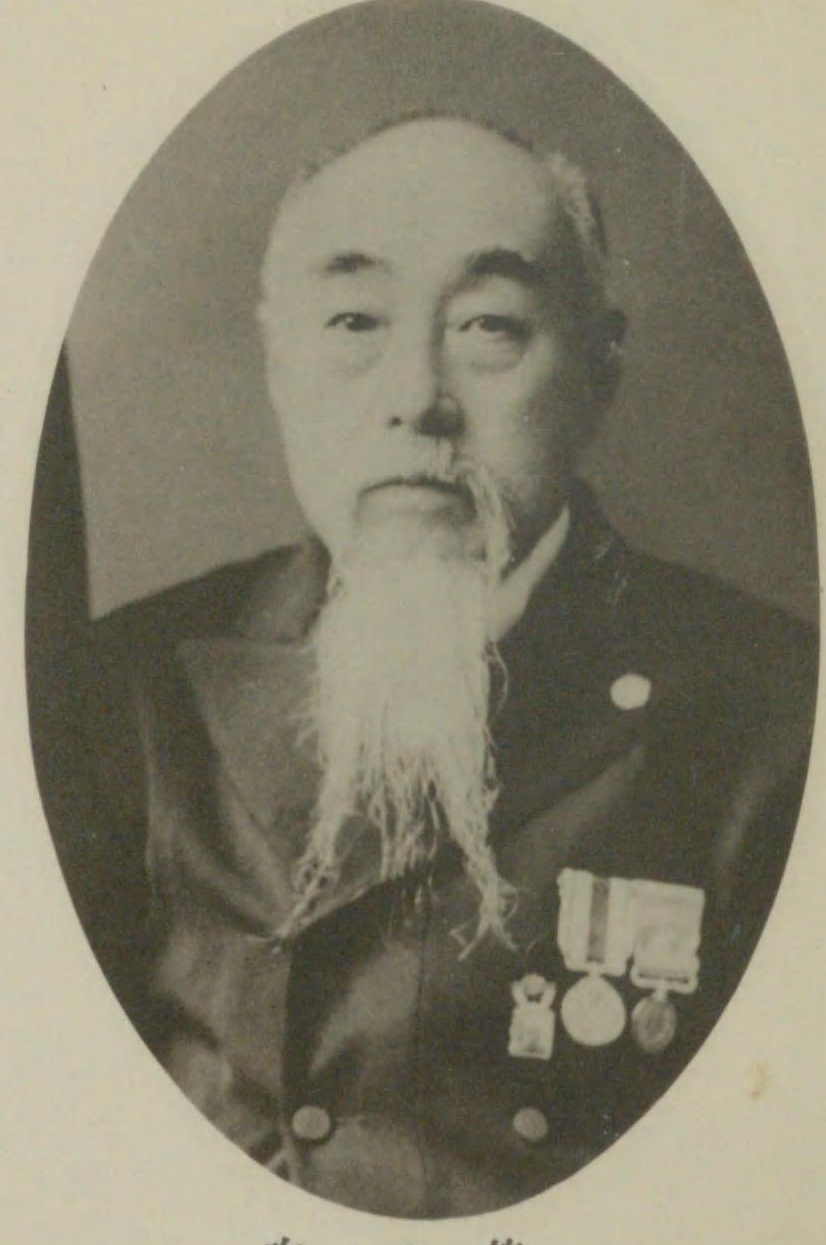
須藤善一郎

須藤 善一郎（すどう ぜんいちろう、1863年10月30日（文久3年9月18日）- 1937年（昭和12年）4月10日）は、明治から昭和初期の畜産家、実業家、政治家。衆議院議員、秋田県由利郡本荘町長。幼名・広太郎。雅号・寿堂、松園。生涯、馬産改良に尽力した。

## 経歴
出羽国由利郡本荘中町（秋田県由利郡本荘町、本荘市を経て現由利本荘市中町）で、大地主・須藤善太郎、ナオの長男として生まれた。長安寺の寺子屋、本荘藩藩校を経て、1877年（明治10年）小学校を卒業した。以後、自宅に招いた教師から歴史、漢学、英語を修めた。1879年（明治12年）9月、父が死去して家督を相続し善一郎に改名した。1880年（明治13年）ころに同志を募って夜学講習会を立上げ会長に就任した。
秋田改進党に設立会員として加わり1882年（明治15年）4月に設立した。1889年（明治22年）4月、本荘町会議員に就任。由利郡会議員にも当選。1891年（明治24年）8月、秋田県会議員に選出され、1898年（明治31年）3月まで在任し、同参事会員も務め、1895年（明治28年）9月に副議長となった。
1898年3月、第5回衆議院議員総選挙（秋田県第3区、進歩党）で当選し、同年8月の第6回総選挙（秋田県第3区、憲政本党）でも再選され、最後は三四倶楽部に所属して、衆議院議員に連続2期在任した。この間、馬産改良、鉄道建設などに尽力した。
1907年（明治40年）9月、本荘町長に就任し2期在任し、1927年（昭和2年）7月に再任され1期在任した。この間、無報酬であった。その他、本荘銀行取締役、秋田県農工銀行取締役、秋田汽船監査役、横荘鉄道取締役などを務めた。
特に馬産の奨励と改良に尽力し、繁殖用雌馬、種雄馬を購入し、また、秋田県畜産協議委員、県畜産会会頭、由利郡産馬改良組合長などに在任した。
北海道開拓にも携わり、天塩郡遠別村（現遠別町）で177ヘクタール 、虻田郡虻田村（現洞爺湖町）で346ヘクタールの原野を取得して、貸費小作人の入植により農地を開発した。

## 人物
相撲好きで知られ、自宅に相撲場を設けて、大相撲巡業を幾度も開催した。また、地元出身力士、光風貞太郎、國光鉄太郎の四股名を命名している。

## 親族
- 養子 須藤直吉（秋田大学教授）[1]
- 孫 須藤恒久（直吉二男、秋田大学医学部教授）[1]